# Masaru Hirayama
Masaru Hirayama (født 3. juni 1972) er en tidligere japansk fodboldspiller.
Han har spillet for flere forskellige klubber i sin karriere, herunder Nagoya Grampus Eight.